# Leucandra helena
Leucandra helena är en svampdjursart som först beskrevs av Lendenfeld 1885.  Leucandra helena ingår i släktet Leucandra och familjen Grantiidae. Inga underarter finns listade i Catalogue of Life.